# Björkängs socken
Björkängs socken i Västergötland ingick i Vadsbo härad, uppgick 1939 i Töreboda köping, området är sedan 1971 en del av Töreboda kommun och motsvarar från 2016 Töreboda distrikt.
Socknens areal var 34,51 kvadratkilometer land, köpingens yta av 0,36 oräknad. År 1933 fanns här 1 923 invånare. Sockenkyrkan Töreboda kyrka (benämnd Björkängs kyrka före 1939) låg efter 1909 i köpingen utanför socknen.

## Administrativ historik
Socknen har medeltida ursprung. 
Vid kommunreformen 1862 övergick socknens ansvar för de kyrkliga frågorna till Björkängs församling och för de borgerliga frågorna bildades Björkängs landskommun. Ur landskommunen utbröts 1909 Töreboda köping. Landskommunen uppgick 1939 i Töreboda köping som 1971 ombildades till Töreboda kommun. 1939 namnändrades församlingen till Töreboda församling.
1 januari 2016 inrättades distriktet Töreboda, med samma omfattning som Töreboda församling hade 1999/2000 och som motsvarar detta sockenområde.
Socknen har tillhört län, fögderier, tingslag och domsagor enligt vad som beskrivs i artikeln Vadsbo härad. De indelta soldaterna tillhörde Skaraborgs regemente, Norra Vadsbo kompani.

## Geografi
Björkängs socken ligger närmast söder om Töreboda kring Göta kanal. Socknen är en odlad slättbygd med skogsmark i öster. 

## Fornlämningar
Från brons- och äldre järnåldern finns gravrösen och ett litet gravfält.

## Namnet
Namnet skrevs 1540 Birckeng, Byrkängh och kommer från gården vid den tidigare kyrkan. Efterleden är äng, förleden är birke, 'björkbestånd'.